# Mutsamudu
Mutsamudu (hay Moutsamoudou) là thành phố lớn thứ hai ở Comoros. Đây là thủ phủ và thành phố lớn nhất trên đảo Anjouan cũng như quê hương của cựu tổng thống Comoros Ahmed Abdallah Mohamed Sambi. Nơi đây hiện có một cảng nước sâu, một thành cổ và những con phố nhỏ hẹp với nhiều cửa hàng nhỏ bán đồ thủ công. Dân số Mutsamudu năm 2010 là 25.471 người.

## Lịch sử

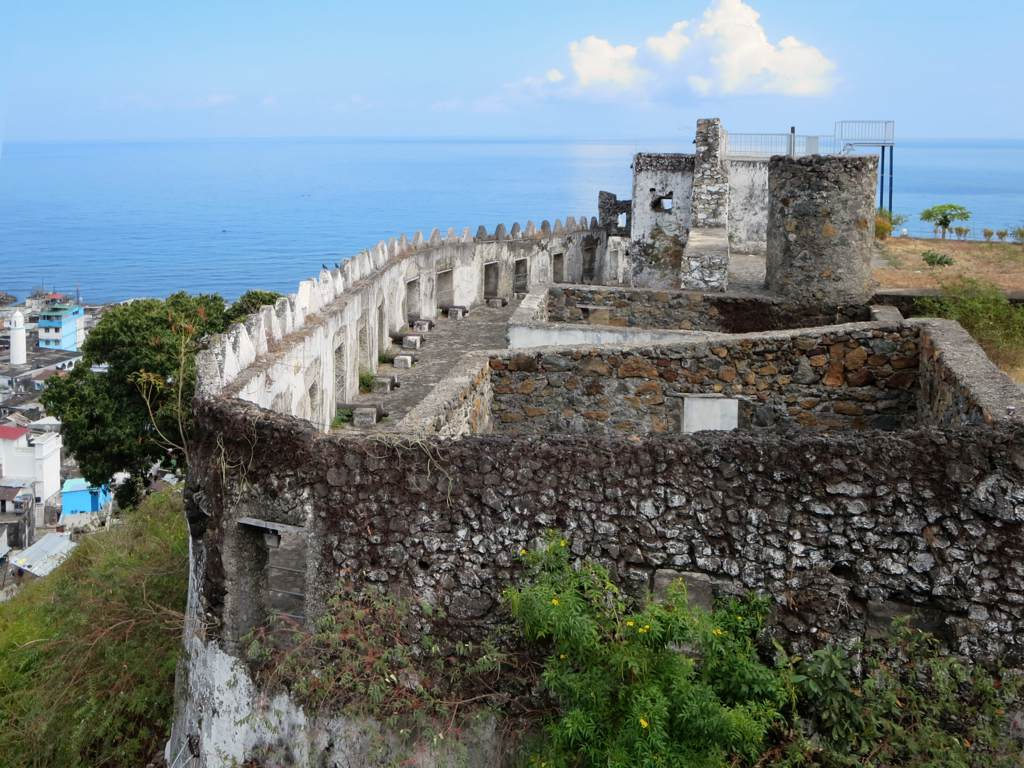
Thành cổ Mutsamudu

Mutsamudu được thành lập vào năm 1482. Nó đã phát triển thành một bến cảng thịnh vượng của người Swahili, kết nối giao thông giữa các cảng Swahili khác của Mozambique và Madagascar. Sau đó, các thủy thủ và thương nhân Ả Rập, Ba Tư, Ấn Độ, Somali, và Madagascar đã định cư tại thành phố. Đến những năm 1700, đây là đô thị thịnh vượng nhất trong Quần đảo Comoros. Trong một chuyến thám hiểm dọc theo bờ biển Swahili vào năm 1773, ủy viên Frederick Holtzappel đã đến thăm Mutsamudu. Ông bày tỏ sự ngưỡng mộ, phát hiện rằng những ngôi nhà được xây bằng đá, quét vôi từ trong ra ngoài, trần nhà bằng ván, lợp bằng lá dừa. Ông cũng quan sát thấy một số ngôi nhà hai tầng thuộc về giới thượng lưu "Thổ Nhĩ Kỳ hóa". Có rất nhiều nhà tắm công cộng trong thành phố, và tất cả những người giàu đều có nhà tắm trong nhà của họ. Theo Holtzappel, những người đàn ông mặc áo choàng trắng bằng vải lanh và áo choàng cổ, cũng như quần áo lụa và dao găm có vỏ bọc bằng bạc.

## Địa lý và khí hậu
Mutsamudu có hai con phố chính song song. Một thành trì quân sự được xây dựng vào năm 1786 với sự giúp đỡ của người Anh để bảo vệ thành phố khỏi những chủ nô đến từ Madagascar. Nó bị hư hại nặng nề vào năm 1950 khi một cơn lốc xoáy đổ bộ.
Mutsamudu có khí hậu nhiệt đới hải dương. Sự chênh lệnh nhiệt độ là từ 27 °C đến 32 °C (90 °F) trong suốt cả năm. Thời gian nóng nhất ở Mutsamudu là từ tháng 12 đến tháng 4. Thời tiết tương đối mát hơn trong khoảng thời gian từ tháng 5 đến tháng 11. Thành phố có lượng mưa đáng kể vào hầu hết các tháng trong năm, với tháng ẩm ướt nhất là tháng 1.
Toàn bộ quần đảo Comoros thường xuyên bị ảnh hưởng bởi những cơn gió dữ dội và đôi khi bởi những cơn lốc nhiệt đới với thiệt hại đáng kể về người và vật chất. Cơn bão nhiệt đới lớn nhất được ghi nhận ở Comoros xảy ra vào năm 1950 và làm hư hại thành Mutsamudu. Lốc xoáy Elinah năm 1983 và Lốc xoáy Feliksa đã giết chết một vài người nhưng ảnh hưởng đến cuộc sống của hàng nghìn người.

## Kinh tế
Mutsamudu là cảng nước sâu duy nhất của quốc gia Comoros, được xây dựng vào năm 1982. Ba phần tư lượng hàng hóa của nó được trung chuyển bằng container đến hai hòn đảo khác. Các mặt hàng nhập khẩu chính được vận chuyển từ cảng là gạo, xi măng, đường, bột mì và các sản phẩm xăng dầu. Các sản phẩm xuất khẩu chính là hoàng lan, đinh hương và vani.